# SN 1955A
SN 1955A – supernowa odkryta 14 kwietnia 1955 roku w galaktyce NGC 4157. W momencie odkrycia miała maksymalną jasność 16,00m.